# Сканда-варман III
Сканда-варман III (там. மூன்றாம் கந்தவர்மனைப்) — володар Паллавів.

## Життєпис
Син Віра-вармана. Ще за життя батька став його молодшим співправителем. Брав участь у війнах проти династії Тірайярів на півдні. після перемоги пошлюбив доньку тірайярського володаря.
Спадкував владу близько 400 року (раніше датами правління Сканда-вармана III вважали 258—296 роки). Відомо, що він панував 33 або 36 років. Після смерті державу було розділено між синами-співправителями Вішнугопа II та Кумаравішну II (або Сімха-варманом II).